# Cô bé vô tư
"Cô bé vô tư" là một bài hát do nhạc sĩ Trần Tiến sáng tác. Bài hát từng được Trần Tiến và một số ca sĩ khác trình bày thành công như Hồng Nhung, NSND Thanh Hoa, Thu Minh.

## Bối cảnh
Ca khúc được nhạc sĩ Trần Tiến sáng tác và dành tặng cho Hồng Nhung, sau đó ông xưng cô là con và Nhung gọi Tiến là bố.
Năm 1991, ca khúc được Hồng Nhung thu âm trong album Cô bé vô tư do Đài Truyền hình Cần Thơ thực hiện sản xuất dưới định dạng băng VHS. Năm 1992, ca khúc được Nhung đưa vào trong album Nỗi nhớ mây xưa, phát hành bởi Nhà xuất bản Âm nhạc (Dihavina), theo định dạng cassette. Sau đó đĩa được tái bản bìa trắng theo định dạng CD. Ngày 23 tháng 3 năm 1996, bản thu nằm trong album phòng thu Tạm biệt chim én của nhạc sĩ Trần Tiến, phát hành bởi HSD, định dạng cassette. Sau đó, cô đưa vào trong album Lời của gió, phát hành bởi Dihavina.
Ca sĩ Hà Trần đã từng thu âm "Cô bé vô tư" nhưng không được nhạc sĩ Trần Tiến đánh giá cao về chất giọng của cô tại thời điểm thể hiện bài hát. Năm 2000, trong DVD Liveshow Ngẫu hứng Trần Tiến, ca sĩ Thu Minh đã trình diễn ca khúc trên sân khấu cùng nhạc sĩ Trần Tiến. Với Hồng Nhung, thành công với bài hát "Cô bé vô tư" đã khiến cụm từ này được dùng để chỉ Hồng Nhung mỗi khi nhắc đến cô trong thời gian mới bắt đầu sự nghiệp. Trong liveshow Ngẫu hứng Trần Tiến, nhạc sĩ cũng tâm sự sáng tác này là nhạc phẩm tiếp nối sau "Mặt Trời bé con" của ông dành tặng vẫn người con gái trong bài cũ "Mặt Trời bé con".
Năm 1990, bài hát "Cô bé vô tư" cùng với "Sao em nỡ vội lấy chồng" và "Thượng đế buồn" đã giúp Trần Tiến nhận giải thưởng của Đoàn Thanh niên Cộng sản Hồ Chí Minh cho loạt ca khúc sáng tác cổ động phong trào Dân số - Kế hoạch hóa gia đình, loạt ca khúc được đánh giá là khá trần trụi về đề tài này.